# Lykourgos-Stefanos Tsakonas
Lykourgos-Stefanos Tsakonas (griechisch Λυκούργος-Στέφανος Τσάκωνας; * 8. März 1990 in Sparta) ist ein ehemaliger griechischer Leichtathlet, der sich auf den Sprint (200 m) spezialisiert hat.

## Leben
Tsakonas wurde in Sparta geboren. Sein erster internationaler Wettkampf waren die Jugendweltmeisterschaften 2007. Dort nahm er an den 400-Meter-Läufen teil, wo er jedoch bereits in der ersten Runde ausschied. In den 200-Meter-Wettbewerben erreichte er mit seiner persönlichen Bestzeit von 21,49 s das Finale, kam dort aber nicht ins Ziel.
2008 konnte er im Olympiastadion Athen seine persönliche Bestzeit auf 21,20 s steigern und nahm später an den Juniorenweltmeisterschaften teil, wo er in den 200-Meter-Wettläufen das Halbfinale erreichte. Bei der Team-Europameisterschaft 2009 erreichte er den fünften Platz, während er bei den Junioreneuropameisterschaften 2009 erstmals in unter 21 Sekunden (20,94 s) lief, und damit den vierten Platz errang. Er vertrat auch Griechenland bei den Leichtathletikwettkämpfen bei den Mittelmeerspielen 2009, wo er den achten Platz erreichte.
Anfang 2010 wurde er Zweiter bei den griechischen nationalen Hallenmeisterschaften über 60 Meter, wobei er eine persönliche Bestzeit von 6,76 s lief. Im Sommer machte er nochmals einen beeindruckenden Leistungssprung: Beim Papaflessia-Treffen erreichte er auf 200 Meter 20,77 s. Er gewann den nationalen Wettbewerb über 200 Meter und erreichte bei der Team-Europameisterschaft 2010 den zweiten Platz mit einem Ergebnis von 20,69 s. Bei seinem ersten Erwachsenenwettbewerb, den Europameisterschaften 2010 in Barcelona erreichte er das Finale und kam dort auf den 7. Platz. Bei den U23-Europameisterschaften 2011 gewann er sogar die Goldmedaille und setzte einen neuen Rekord für Griechenland im Bereich U23 mit 20,56 s. Er schlug dabei den Briten James Alaka.
Weitere Erfolge erzielte er bei den Mittelmeerspielen 2013 in Mersin, Türkei, wo er Gold gewann, und bei der Team-Europameisterschaft 2017 in Lille, Frankreich, wo er Dritter wurde.

## Persönliche Bestzeiten
| Wettkampf | Zeiten  | Datum        | Ort        |
| --------- | ------- | ------------ | ---------- |
| 200 m     | 20,09 s | 4. Juni 2015 | Rom        |
| 100 m     | 10,16 s | 4. Juni 2017 | London     |
| 150 m     | 15,04 s | 27. Mai 2017 | Manchester |